# Chrysopogon fulvus
Chrysopogon fulvus är en gräsart som först beskrevs av Spreng., och fick sitt nu gällande namn av Emilio Chiovenda. Chrysopogon fulvus ingår i släktet Chrysopogon och familjen gräs. Inga underarter finns listade i Catalogue of Life.